# Creutzers Laufkäfer
Creutzers Laufkäfer (Carabus creutzeri) ist eine Art der Echten Laufkäfer (Carabus).

## Merkmale
Creutzers Laufkäfer erreicht eine Körperlänge von 20 bis 30 Millimetern und gehört damit zu den großen Käferarten Europas. Sein Körper ist dunkelbraun bis schwarz glänzend gefärbt und weist an den Flügeldecken (Elytren) und den Seiten des Halsschildes einen rötlich-violetten Schimmer auf. Die Punktgruben der Flügeldecken sind ebenfalls rötlich-violett gefärbt. Die Elytren liegen relativ flach auf dem Körper auf, der Halsschild und der Kopf sind schmal gebaut.
Vom sehr nahe verwandten Fabricius’ Laufkäfer (Carabus fabricii) unterscheidet sich Creutzers Laufkäfer vor allem durch das sehr lange erste Fühlerglied, das fast dreimal so lang als breit ist. Außerdem besitzen die Flügeldecken von Fabricius Laufkäfer meist breite, matt smaragdgrüne Seitenränder. Vom Schluchtwald-Laufkäfer (Carabus irregularis) sind beide durch Details der Mundwerkzeuge zu unterscheiden.

## Verbreitung
Der Käfer kommt in Mitteleuropa nur im Südosten Österreichs, in Kärnten und Osttirol vor. Außerdem ist er in Slowenien zu finden.

## Lebensweise
Creutzers Laufkäfer ist vor allem in kühleren Berglagen zu finden und wird entsprechend als alpin bzw. montan eingestuft. Sein Lebensraum befindet sich in Bergwäldern, dort findet man ihn in Totholz oder unter lockerer Rinde und baumbewachsenden Moosmatten.
Wie die meisten großen Laufkäfer ist Creutzers Laufkäfer ein tagaktiver Räuber, der sich vor allem von anderen Insekten und deren Larven ernährt.

## Belege